# 종교개혁가들의 신학
종교 개혁가들의 신학(Theology of the Reformers)은 16세기 당시 교회의 부패에 대하여 성경의 권위와 믿음 그리고 오직 은혜로 구원을 강조했던 종교 개혁가들에 의해서 형성된 신학이다. 루터는 성직자가 유일한 제사장이라는 것을 거부하고 모든 성도들이 만인 제사장이라고 강조하였으며 믿음으로 의롭다함을 얻은 칭의 즉 이신칭의와 오직 성경, 오직 은혜을 강조하기 시작했고, 울리히 츠빙글리의 신학은 하나님의 주권과 성경의 권위를 강조하며, 존 칼빈의 신학은 이 두 개혁자들의 신학을 발전시켜 체계화한 개신교(프로테스탄트) 신학을 더 완성해 놓았다. 종교 개혁가들의 신학은 종교 개혁이전의 선구자들 즉 위클리프, 롤라드, 얀 후스, 그리고 틴들과 같은 교회 개혁운동가들과 르네상스와 인문주의라는 사상으로부터 강하게 영향을 받았다.
이러한 종교개혁가들의 신학은 종교개혁 신학의 두 가지 흐름을 형성하였는데, 마르틴 루터와 토머스 크랜머와 같은 '온건적' 종교개혁 신학 사상과 울리히 츠빙글리와 장 칼뱅과 같은 '급진적' 종교개혁 신학 사상이 등장하였다. '온건적' 종교개혁 신학사상은 서방교회의 전통 중에서 비기독교적인 요소를 공교회 전통과 성경에 따라 제거하거나 수정하고자 하는 '개선주의 종교개혁' 사상을 형성하였고, '급진적' 종교개혁 신학사상은 서방교회의 전통 전체를 비기독교적 요소로 보고, 공교회 전통과 성경에 따라 새롭게 형성하고자 하는 '재건주의 종교개혁' 사상을 구성하였다. 이 두 가지 흐름은 상호 영향을 주고 발전하여 지금까지도 현대 개신교회의 신학사상에 영향을 주고 있다.

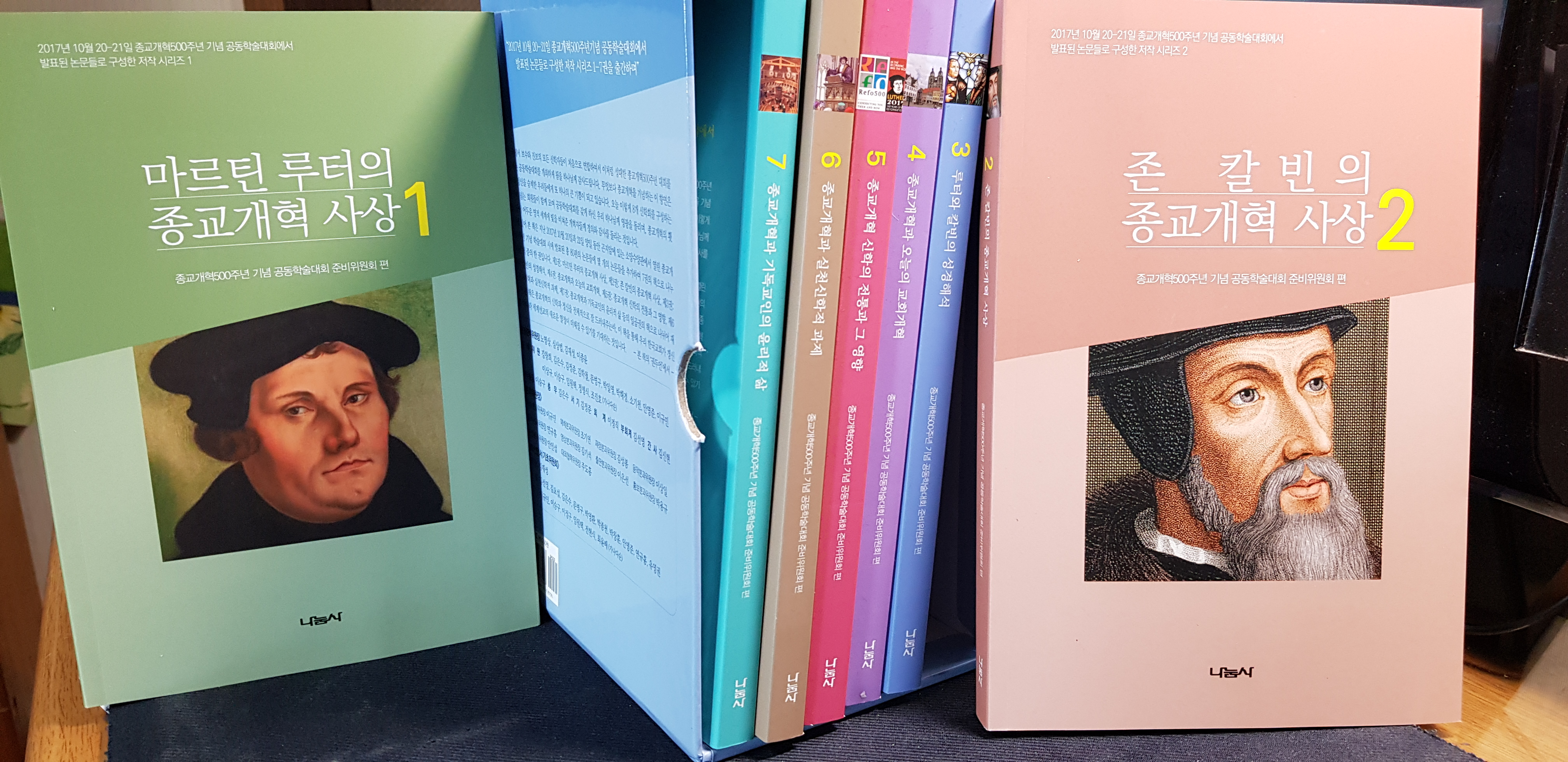
종교개혁500주년기념공동학술대회 도서들

## 종교 개혁가들의 신학

### 첫 출발
앨리스터 맥그라스에 따르면 종교 개혁이 무엇인지를 먼저 규명하고 철저한 자료를 조사할 필요성을 주장한다. 그는 용어가 정의하는 범위 안에 4 요소를 말한다. 루터교, 칼뱅주의, 급진 종교개혁, 반종교
개혁(로마 카톨릭 종교개혁)이다. 이런 주장은 종교 개혁은 단지 루터의 교회개혁운동으로만 이해되어서는 안된다는 것이다. 사실상 종교 개혁은 기존의 중세 교회와 중세 철학 그리고 르네상스와 인문주의까지 모두 연결되어있다.
종교 개혁을 좀더 자세하고 깊이있게 살펴보기 위해서는 이 분야의 권위자들의 선행 연구를 통해 도움을 많이 받는다. 루터와 칼빈 관련 수많은 전공자들이 이 주제에 대한 귀중한 연구결과를 유산으로 주었다.

#### 저명한 종교개혁가 연구가들
종교 개혁가들과 종교개혁 신학에 있어서 세계적인 연구가들은 이 분야에 큰 영향을 미치고 있다.
- 루이스 W. 스피츠- 통합적 관점에서 시도를 한다, 사회경제 발전, 정치적 사건, 사상, 문학, 예술, 윤리, 신앙, 인간 정신, 문화, 종교등 고려해야 한다고 주장하였다.(종교개혁사, P, 9)
- 로렌드 H. 배인톤 (Roland Herbert Bainton, 1894년 3월 30일-1984년 2월 13일)은 영국출신의 미국의 개신교 교회 역사가이다. 종교개혁연구의 세계적인 권위자이다. Here I Stand: A Life of Martin Luther in 1950.
- 하이코 오버만- 중세 후기와 종교 개혁의 간격을 이어주는 분야에 연구에 공헌하였다.
- 야로슬라프 펠리칸- 루터란 신학자로서 교회사와 교리를 정리하고 에큐메니칼한 신학을 전개하였다.
- 앨리스터 맥그래스- 하나님의 의 연구로 공헌하였으며, 종교개혁사상을 신학적 해석적 관점에서 정리하였다. 복음주의적 관점에서 신학사와 신학의 교리들을 정리하였다.
- 헤르만 셀더하위스- 부처와 칼빈연구에 전문가로서 종교개혁자들의 심층적 인간적 측면도 분석하였다.

#### 질문들
·몇가지 질문을 가지고 접근한다면 종교개혁 이해에 도움이 된다.
·종교 개혁이란 역사적 맥락에서 어떻게 이해해야 하는가?
→종교 개혁가들의 신학적 뿌리들
·대표적인 종교 개혁가들은 누구인가?
·다루어야 할 신학적 주제들은 무엇인가?
·종교 개혁의 중요한 신학적 주제인
→성경관, 권위의 문제, 칭의, 복음과 율법의 관계, 자유의지 논쟁, 성만찬 논쟁등 어떻게 해석할 것인가?
·종교 개혁가들의 신학의 특징과 원리와 방법은 무엇인가?
·

## 종교 개혁 연구방법
불트만에 따르면 모든 해석은 전제가 존재한다. 마찬가지로 종교 개혁을 해석하는 신학적 관점에서 다양하게 이해된다. 개신교, 성공회, 로마 카톨릭교회에 관련된 신학적 전통에서 나타난다. 종교개혁 연구가들의 종교개혁 해석에 대한 연구가 제시되었다. 오덕교 교수에 따르면 종교개혁에 대한 해석은 해석자의 신학적 전제에 따라서 다양하게 평가된다고 한다.
로마 가톨릭교회 학자로 바로니우스(Baronius), 메릴 따비네(Merle d'Aubigne), 하린니히 데니플(Heinrich Denifle), 하트만 그리사(Hartman Grisar),  로스 윌리엄스(H. Rosse Williamson)가 있다. 이들은 주로 천교주적 관점에서 루터나 종교개혁이 정통 교회를 이탈하였다고 서술한다.
세속적 해석으로 스미스(P. Smith) 에바 스미스(바Eva Priester)는 종교개혁을 사회 구조의 변화, 경제적 변화에서 발생한 사건으로 서술한다. 반 겔더(Van Gelder)는 이성 중심적으로 종교개혁은 르네상스의 전통을 계승으로 성취된 것을 본다.
끝으로 프로테스탄트 학자들은 루터파 학자로 고든 럽(Gordon Rupp), 롤랜드 베인튼(Roland H. Bainton), 게하르트 리터(Gerhard Ritter)가 있다.
개혁신학자로서 메릴 따비네(Jean Henri Merle d'Aubigne), 쟝 카디에(jean Cadier), 죠셉 보하텍(Josef Bohatec), 급진 종교개혁의 관점에서 보는 노만 콘(Norman Cohn), 조지 윌리엄스(George Hunston Williams)가 있다.
종교 개혁가들을 인물별로 연구한 학자들은 오버만, 스테판, 에벨링, 버나드 로세, 알리스터 맥그라스, 셀더하위스, 부스마, 파울 슈레켄바호와 프란츠 노이베르트 등이 있다.
종교 개혁을 보다 더 깊게 연구하기 위하여 연구방법이 필요하다.
- 첫번째 종교개혁을 연구하는 방법으로 먼저 인물을 중심으로 그들의 신학원리와 방법을 추적하는 방법이 있다. 일반적인 방식이지만 당시 사회적 역사적 맥락을 이해하기 힘들다.
- 두번째 방식은 유럽의 사회와 역사와 문화적인 관점에서 접근하는 방법이다. 교회역사와 일반역사의 상호관계를 이해하는데 장접이 있지만 종교개혁자들의 작품들에 나타난 사상을 이해하는데 거리가 멀어질수 있다.
- 세번째는 교회론적 관점에서 종교개혁을 살피는 방법이다. 로마 카톨릭교회의 부패를 벗어난 성경 중심의 개혁을 중점적으로 연구하는 장점이 있지만, 성경적 관점이 약하여지고 지나치게 정치적 사회적인 관점으로 그리고 도덕적인 교훈적 관점으로 결론이 나올 확률이 많다. 에라스무스의 입장으로 볼 수 있다. 모범과 도덕적 교훈에 강조를 둔 그리스도의 철학이라는 한계를 갖게된다.
- 네번째는 에릭 에릭슨과 같은 학자의 《청년 루터 (Young man Luther: a study in psychoanalysis and history)》 (1958) 경우 인간의 심리적인 관점에서 접근하는 방식이다. 다른 대표적인 연구가 W.J. 부스마의 <칼빈> 연구이다. 칼빈의 심리적 심층적 인간성 연구를 많이 다루었다.
- 다섯번째는 반 교권주의적 접근방법이다. 특별히 영국의 종교개혁은 롤라드 운동을 통하여 영국 사회내 반교권주의의 영향속에서 개혁되었다고 딕슨(Dickens)과 같은 학자는 평가한다.[3]
- 여섯번째는 주제별 연구이다. 종교 개혁자들이 주장했던 오직 성경이나 칭의 혹은 구원론과 같은 신학적 주제를 가지고 접근하는 방법이다. 대표적으로 앨리스터 맥그래스의 <종교개혁사상>이다.어느 특정한 방식에 치중하기 보다는 다양한 관점 속에서 적절한 주제와 내용이 관련된 총체적인 연구가 요구된다.
- 일곱번째는 토괄적-통합적 방법이다.  루이스 W. 스피츠의 연구는 국가와 전쟁의 관점을 포함하여.[4] 사회경제적 발전, 정치적 사건, 사상, 문화, 윤리, 인간 정신, 종교 등을 포괄적으로 통합적인 관점에서 접근할 것을 제안한다.[5]

#### 참고자료들
- 안상혁, 종교개혁연구사
- 김홍기, 종교개혁배경연구
- 종교개혁자들의 신학과 해석방법론
- 루이스 W. 스피츠, 종교개혁사 (서울:기독교문서선교회, 1983)

## 종교 개혁가들의 신학적 뿌리들

### 세계역사속에서 종교 개혁의 역사
역사적 맥락을 이해하기 위하여 세계사 속에서 차지하는 종교개혁의 시대적 중요성을 이해하기 위하여 세계사 연대표를 참고할 필요가 있다. 기독교의 역사속에서 종교 개혁이 위치의 중요성을 인식한다.
역사 연표
연표/세계사 보관됨 2017-09-22 - 웨이백 머신
유럽 종교 개혁 지도
기독교 연대표

#### 기독교 역사와 종교 개혁의 배경
기독교 역사
기독교의 역사 - 4프로테스탄트의 대두
기독교의 역사
신성 로마 제국
중세에서 근대 초까지 이어진 기독교 성향이 강한 유럽 국가들의 정치적 연방체이다. 프랑크 왕국이 베르됭 조약(843년)으로 나뉜 동쪽에서 오토 1세가 마자르족을 격퇴한 후 교황으로부터 황제의 관을 수여받아 신성 로마 제국 건국을 선포하였다. 신성 로마 제국은 초기에는 강력한 중앙집권 국가였으나, 점차 이탈리아에 대한 간섭으로 독일 지역에 소홀히 하면서 여러 제후들에 의해 분할 상태가 되었다. 30년 전쟁(1618~48년)이 일어난 나라로 유명하며, 30년 전쟁에 패배하여 베스트팔렌 조약(1648년)으로 많은 영토를 잃었다. 나중에는 프랑스의 공격을 받아 제국을 유지하기 어려워진 프란츠 2세가 결국 제국 해체를 선언하였다. 그 후 프란츠 2세는 오스트리아 제국을 세워 신성 로마 제국의 마지막 왕가였던 합스부르크 왕가는 1918년까지 지속되었다. 18세기에는 지금의 독일, 체코, 오스트리아, 리히텐슈타인, 슬로베니아, 벨기에, 룩셈부르크를 포함해서 네덜란드의 대부분과 폴란드의 일부에 해당하는 영토를 유지했다. 한때는 네덜란드와 스위스의 전역, 프랑스, 이탈리아의 일부까지도 포함했었다. 844년(또는 1006년)간 지속된 장수 국가로 유명하다.

### 르네상스 시기의 기독교

#### 아비뇽 교황청
교황청은 세속의 군주에 대해 교권이 우위를 갖는다는 입장을 갖고 있었고, 교회의 칙령을 통해 서유럽 각국의 정치에 개입하였다. 1077년 신성 로마 제국의 하인리히 4세로부터 성직자의 임명권이 교황에게 있음을 확인받은 일은 교황의 위상을 확인한 사건이었다. 십자군 전쟁 기간 중에 교황청은 점차 서유럽의 정치·외교에 깊숙히 관여하게 되었다. 특히 알비 십자군은 교황이 카타리파를 이단으로 규정하여 파문한 이후 유럽 내의 영주를 축출한 사건으로 이 일을 통해 교황의 권위는 크게 강화되었다. 그러나, 십자군 전쟁이 실패로 돌아가자 교황의 권위 역시 실추되기 시작하였다.
1294년, 프랑스의 필리프 4세와 잉글랜드 왕국의 에드워드 1세가 전쟁을 하면서 성직자들에게 과세하자 교황 보니파시오 8세는 이를 금지시키는 칙령을 발표하였고 두 군주는 모두 교황의 칙령이 부당하다고 반발하게 되었다. 필리프 4세는 1302년 프랑스 최초의 삼부회를 열고 교황의 주장에 반대하여 자국의 성직자에게 세금을 부과하도록 하였다.
프랑스의 삼부회 이후 필리프 4세와 교황 보니파시오 8세 사이의 갈등은 점차 격화되었다. 필리프 4세는 1303년 자신의 부하들과 일부 신학자를 교황에게 보내 교황의 이단 혐의와 성직 매매에 대한 공의회에 출석할 것을 요구하였고, 보니파시오 8세가 이를 거절하자 구금하고 폭행하였다. 보니파시오 8세는 이 일로 사망하였고, 추기경들은 보르도 출신의 교황 클레멘스 5세를 새 교황으로 선출하였다. 클레멘스 5세는 로마로 가지 못하고 아비뇽에 머무르게 되었고, 로마 가톨릭은 이후 1377년까지 아비뇽 유수라 불리는 아비뇽 교황청 시기를 맞게 된다.

#### 서방 교회의 분열
1377년 교황 그레고리오 11세가 로마로 귀환하면서, 아비뇽 유수기가 종료되었다. 1378년 그레고리오 11세가 선종하자 로마에서는 교황 우르바노 6세가 새 교황으로 선출된다. 하지만 프랑스의 추기경들은 이는 무효라고 선언하면서, 제네바 출신의 대립교황 클레멘스 7세를 대립 교황으로 선출하였다. 이로써 로마와 아비뇽 양 쪽에서 교황이 존재하는 서방 교회의 분열이 1418년까지 이어지게 된다.
교회의 분열을 우려한 지식인들은 1409년 피사 공의회를 열어 아비뇽과 로마 양쪽 교황을 모두 인정하지 않고 제3의 교황을 세웠으나, 아비뇽과 로마 양측이 모두 피사 공의회를 부정하여 오히려 세 명의 교황이 난립하는 사태를 빚기도 하였다. 결국 신성 로마 제국의 황제 지기스문트가 콘스탄츠 공의회를 열어 세 명의 교황을 모두 폐위하고 교황 마르티노 5세를 새로운 교황으로 추대하여 서방 교회의 분열은 끝나게 되었지만, 교황의 권위는 전보다 크게 실추되고 말았다.

#### 르네상스 인문주의
에라스무스의 초상
 르네상스 인문주의 문서를 참고하십시오.
초기 르네상스 시기 교황청은 사실상 독자적인 영토를 지닌 세속 국가이면서 동시에 다른 군주들의 비판을 허용하지 않는 무소불위의 권위였다. 게다가 실재 교회의 운영은 성직의 매매가 공공연히 이루어지고, 교황이 자신의 사생아를 조카라 부르며 요직에 앉히는 네포티즘이 횡횡하는 등 부패가 만연하였다.
르네상스 인문주의 시기의 학자들은 교회의 타락에 대해 비판하였다. 에라스무스는 《우신예찬》 과 같은 저술을 통해 당시 로마 가톨릭 교황청의 오만과 어리석음을 질타하였고, 존 위클리프는 성서의 참 뜻을 대중이 알아야 한다고 여겨 라틴어로 된 성서를 영어로 번역하였다. 보헤미아 왕국의 얀 후스는 존 위클리프의 영향을 받아 성서를 기독교 믿음의 유일한 권위로 인정하여야 한다고 주장하였고, 교황청의 면죄부 판매를 비판하였다. 후스는 지기스문트의 신변 보장 약속을 받고콘스탄츠 공의회에 참석하였으나 이단으로 몰려 화형에 처해졌다. 로마 가톨릭은 인문주의 학자들의 이러한 비판을 수용하지 않았고 탄압하였지만, 이들의 사상은 큰 호응을 얻어 종교개혁에 영향을 주었다.

### 초대교회에서 중세신학까지

#### 신학의 역사
기독교 신학의 역사
시대마다 신학은 세상의 문화 그리고 철학 사상에 의해서 큰 영향을 받았고, 반대로 윤리와 문화 그리고 정치 등 많은 영역에 큰 영향을 주기도 하였다. 따라서 신학은 성경에서 출발하고 성경으로 돌아가지만, 그 중간에 인간과 세상을 거쳐서 도착하게 된다. 이런 과정 속에서 교회사를 통하여 우리에게 알려진 논쟁과 정립의 결과는 바로 기독교의 중요한 교리들이다. 초대 교회시대에도 오늘날과 같은 체계화된 기독교의 신학이 같은 구조와 형태로 존재 했었을까? 여기에 대한 답을 하자면 쉽게 ‘아니요’라고 말할 것이다. 하지만 그 당시 나름대로 신학의 형태를 가진 가르침과 구조는 있었다. 지금 형성된 신학의 조직 체계나 내용들과는 동일하지 않지만 신학의 원형이라고 볼 수 있는 그 당시 기독교의 사상과 형태가 존재했다고 보아야 할 것이다.

## 중세 철학(스콜라철학)
초기 기독교- 기독교 변증, 예수의 신성과 인성
중세기-
중세(中世, Middle Ages)는 유럽 역사에서 서로마 제국이 멸망(476년)하고 게르만 민족의 대이동(4세기-6세기)이 있었던 5세기부터 르네상스(14세기-16세기)와 더불어 근세(1500년-1800년)가 시작되기까지의 5세기부터 15세기까지의 시기이나 이 개념은 동양사에는 적용하기 어렵고 유럽 이외 지역에 '중세'가 있었는지도 학자에 따라 의견이 상충하지만 유럽 이외 지역에 '중세'가 없었다는 지극히 유럽 중심주의적인 의견도 존재한다.
중세철학- 
중세신학 중세신학은 신학을 이성적으로 이해하려 노력한 반면 종교개혁 신학은 절대적 신학에 대한 믿음을 바탕에 두고 신학을 이해하려했다.
중세철학 (中世哲學)은 중세, 구체적으로는 5세기에 서로마 제국이 붕괴하고 나서 16세기에 르네상스가 일어날 때까지의 시기의 철학이다. 논자에 의해 편의적으로 4세기 이전의 교부학을 포함해 말하는 일이 있다. 독립한 철학의 연구의 계획으로서 이해되는 중세 철학은 8세기 중순의 바그다드 및, 8세기 최후 4반세기의 카롤루스 대제의 궁정을 돌아 다니며 프랑스에서 시작했다. 중세 철학은 고대 그리스나 로마에서 발전한 고대 문화의 재발견의 과정에 의해서 정의되기도 하고, 신학적 문제를 취급해 성스러운 교의와 속계의 학문을 통합할 필요에 따라 정의되기도 한다.
중세 철학의 역사는 전통적으로 둘의 주된 시기, 즉 아리스토텔레스 및 플라톤의 연구가 보존되어 발전된 12세기까지의 초기 중세와 아랍계의 비평가들의 반응을 받아 종교철학, 논리학, 형이상학의 주목해야 할 발전과 함께, 고대 철학의 재발견의 극치를 기록한 12, 13, 14세기의 '황금 시대'로 나눌 수 있다. 이러한 구분은 서방 라틴 세계에 적용된다. 본 기사에서는 중세 이슬람 철학은 산발적으로 취급에 그쳐 중세의 동방 그리스 세계의 철학에 관해서는 이를 취급하지 않는다 (각각 이슬람 철학, 비잔틴 철학을 참조). 하지만 실제로는 그러한 유럽으로의 발전, 특히 12세기 이후의 그것은 특히 이슬람 세계에서의 철학의 발달과 밀접한 연관을 가지고 있어 20세기에 들어가고 나서의 연구로는 그 연속성을 강조하는 것이 일반적이다. 일로, 이븐 루시드, 마이모니데스 등 기독교 사상에 직접 영향을 준 논자의 연구는 일반적으로 중세 철학의 연구 대상으로도 보이고 있다.

### 스콜라주의
스콜라는 고대 그리스어에서 '여유'라는 뜻을 가진 스콜레(σχολη)를 라틴어로 (schola) 소리 나는 대로 적은 낱말로서 오늘날 '학파'라는 뜻으로 이해되고 있으며, 특히 9세기에서 15세기에 걸쳐서 유럽의 정신세계를 지배하였던 신학에 바탕을 둔 철학적 사상을 일컫는 데 쓰이고 있다. 때문에 철학사에서는 이 시기의 철학을 통틀어서 흔히 스콜라주의라 부르고 있다.
스콜라 철학은 기독교의 신학에 바탕을 두기 때문에 일반 철학이 추구하는 진리 탐구와 인식의 문제를 신앙과 결부시켜 생각하였으며, 인간이 지닌 이성 역시 신의 계시 혹은 전능 아래에서 이해하였다. 가령 스콜라 철학에서는 신의 존재 문제를 애써 다루었는데, 여기서 스콜라의 철학자들은 이 문제를 단순히 물질적 혹은 추상적인 방법론으로 관찰 또는 연구하지 않고 언제나 기독교의 신앙에 따라 해결하고자 노력하였다. 이와 같은 노력의 산물 혹은 수단으로서 스콜라의 철학자들은 아리스토텔레스의 전통 아래 광범위하게 논리학을 발전시킨 것으로 평가되고 있다.

### 참고 문헌
- 스콜라철학, 네이버사전
- 스콜라철학, 다음사전

## 종교 개혁의 뿌리
종교 개혁의 근원적인 3 기둥은 문화적으로 르네상스 운동, 학문적으로는 인문주의자들의 공헌 그리고 교회적으로는 종교 개혁의 선구자들이다. 이런 영향 속에서 루터에 의한 종교 개혁은 사직되었다.르네상스와 휴머니즘의 대한 고찰 보관됨 2007-07-17 - 웨이백 머신(프랑스어: Renaissance, 이탈리아어: Rinascimento[1]) 또는 문예 부흥(文藝復興), 학예 부흥(學藝復興)은 유럽 문명사에서 14세기부터 16세기 사이에 일어난 문예부흥 운동을 말한다. 과학 혁명의 토대가 만들어져 중세를 근세와 이어주는 시기가 되었다. 여기서 문예부흥이란 구체적으로 14세기에서 시작하여 16세기 말에 유럽에서 일어난 문화, 예술 전반에 걸친 고대 그리스와 로마 문명의 재인식과 재수용을 의미한다. 이 점에서 르네상스는 일종의 시대적 정신운동이라고 말할 수 있다. 역사적인 측면에서 유럽은 르네상스의 시작과 더불어 기나긴 중세시대의 막을 내렸으며, 동시에 르네상스를 거쳐서 근세시대로 접어들게 되었다. 르네상스의 정신, 혹은 운동은 이탈리아에서 비롯되었으며, 얼마안가 알프스를 넘어 유럽의 다른 국가, 즉 프랑스, 네덜란드, 영국, 독일, 스페인 등지로 퍼져나갔다. 그러나 스칸디나비아 반도의 나라들은 이 운동에 거의 영향을 입지 않은 것으로 알려져 있다.

### 르네상스의 시작 배경
맥그래스의 주장은 다음과 같다.
- 오스만 터어키의 콘스탄티노폴리스의 함락(1453년) 콘스탄1453년 5월 29일 비잔티움 제국의 수도인 콘스탄티노폴리스가 오스만 제국에게 점령당한 사건을 말한다. 이 사건으로 천년이 넘는 세월동안 존재해왔던 비잔티움 제국은 종말을 고하게 되고 오스만 제국의 동지중해 및 발칸반도로의 진출과 지배권 확보에 중요한 역할을 하게 되었다. 또한 문화적으로 비잔티움 제국의 그리스 고전학 연구 학자들이 대거 서유럽으로 망명하고 결국 서유럽의 르네상스를 일으키는 계기가 되었다.
- 고전의 영향
- 학문의 지적 공백을 채우기 위한 운동
- 플로렌스의 정치적 안정과 공화정부의 유지, 경제적 번영이 여가 선용으로 문화와 예술의 발전

### 르네상스와인문주의
바르드 톰슨(Bard Thompson) 르네상스의 정신이란 제목에서 르네상스시대의 인간이란 인간 개인의 유일성과 정체성을 인식하는 시대로 묘사한다.
- 하나님의 형상으로 창조된 인간-창조성과 도덕적 우수성을 가진 존재
- 인간의 자유 - 인간은 죄로 포로가 되지 않고 자기의 운명을 결정할 수 있는 존재
- 인간은 하나님 다음의 존재로서 세계의 통치권을 부여받은자
- 인간은 고귀하고 불멸의 영혼을 가진 존재
- 인간은 명예와 영광을 가진  존재

### 14세기-16세기의인문주의
르네상스는 14세기에서 16세기에 서구 문명사에 나타난 문화 운동으로서 학문과 예술의 부흥이라는 뜻이고 고대의 희랍 · 로마 문화를 이상적으로 추종하여 고전을 연구하고 그들의 방법을 따라서 문화와 세계관을 새롭게 창조한 운동이다. 이 운동의 범위는 생각 · 문학 · 미술 · 건축을 위시해 여러 방면에 걸쳤다. 제국 로마가 몰락하면서 중세가 시작된 5세기에서 르네상스기까지 본질을, 미개해서 문화 수준이 낮은 시대, 인간의 본성이 약한시대로 확실하게 이해하고 고대를 부흥하게 하여 미개해서 문화 수준이 낮은 이 시대를 극복하려는 점이 다른 시대와 비교하여 특별히 눈에 띈다. 통설에 의거하면, 14세기 후반에서 15세기 전반에 걸쳐 이탈리아에서 시작된 르네상스는 즉 독일, 프랑스, 영국을 위시한 북유럽에 전파되어 각각 다른 것과 견주어 다른 점이 있는 문화를 형성하였고 근대 유럽 문화가 생기려는 기운이 발아하는 기초가 되었다. 이때 르네상스 외에도 예컨대 카롤링거 왕조의 르네상스, 오토 왕가의 르네상스, 12세기의 르네상스, 상업의 르네상스, 로마법의 르네상스를 위시해 문화 부흥 현상이 정로된 여타 시대를 대상으로 해서도 이 용어 르네상스를 사용한다. 이미 당대에 개념인 르네상스 형성은 실현되었다.르네상스 생각의 기본 요소를 이미 설정하고 고대를 문화 발전이 최고조에 달한 시기로 간주하면서 중세를 인간의 창조성이 기독교에 기생한 사람들로 말미암아 철저히 무시된 암흑기라고 판단하여 고전 학문의 부흥을 이용해 문명을 다시 일으키고 사회를 개선할 수 있다고 프란체스코 페트라르카가 한 주장은 당시 인간을 중시하고 인간의 능력과 성품과 현재 소망과 행복을 소중히 간주하는 태도를 좇는 사람들이 흉중에 품은 거대한 소신이기도 했는데 이 사람들은 간단한 라틴 학문의 부흥에 그치지 않고 인간의 유식하고 창조하는 힘을 다시 일으키려는 신념에 차 있었다.
당시 레오나르도 브루니는 자기 시대의 학문의 부활을 있는 그대로 열거하여 서술했고 16세기에 조르조 바사리는 『이태리의 가장 뛰어난 화가, 조각가, 건축가의 생애』에서 고대 세계가 몰락하고서 쇠퇴한 미술이 지오토 디 본도네 덕분에 소생했다고 하여 rinascita를 쓴다. 프랑수아 마리 아루에는 14세기에서 15세기 이태리에 학예가 부활한 사실을 재지적했고 쥘 미슐레는 16세기 유럽을 문화상 신시대라고 하여 용어 르네상스를 최초 사용했으나 르네상스를 인간의 본성 해방과 인간의 재발견, 이치에 부합하는 사유와 생활 태도를 타개한 근대 문화의 선구라고 간주한 해석을 정초(定礎)한 야코프 크리스토프 부르크하르트는 1860년에 출간한 《이태리의 르네상스 문화》에서 시대로서 르네상스라는 판단 방식이 정착하여 오늘까지 하는 연구에 큰 영향을 끼치게 되었다. 야코프 크리스토프 부르크하르트는 르네상스와 중세를 완벽한 대립으로 파악하고 근세는 중세가 아닌 고대에서 시작했다고 주장했으며, 중세를 지극히 정체된 암흑기라고 가혹하게 비평했으나 이후에 한 여러 연구는 이것에 이의를 제기하기도 하여 르네상스의 맹아를 고대에서 구하지 말고 중세에서 찾아야 하고 르네상스를 근대의 특징이 될 만한 경향이나 성질이 있다는 판단은 오류라는 주장도 대두된다.

### 페트라르카
페트라르카 사상의 본질은 과거가 현재의 자양이라는 심오한 인식에 있다. 그가 이룬 지속적인 성과는, 세계를 주관하는 섭리가 있다면 그 섭리는 인간을 세계의 중심에 두었으리라는 사실을 인식한 데 있다. 페트라르카는 인간 생활을 풍요하게 하는 신학적 기초를 제공했다. 프란체스코 페트라르카

### 조반니 보카치오
조반니 보카치오
- 데카메론

### 인문주의자들과 종교개혁

#### 르네상스 인문주의자
- 로렌초 발라
- 기욤 부데
- 자크 르페브르 데타플
- 에라스무스

종교개혁에 가장 큰 영향을 끼친 ‘기독교 인문주의, 김재성

### 종교개혁과 인문주의 사이의 긴장
맥그래스에 주장을 요약하면 다음과 같다. 107-111
인문주의가 종교개혁에 결정적 공헌을 했다는 것은 명백하다. 인문주의자들과 개혁자들은 다같이 성경과 교부들에 근거한 좀 더 단순한 신학을 옹호하여 스콜라 신학을 배척했다. 그러나 인문주의자와 개혁자 사이에는 몇 가지 긴장들이 있다.
첫째, 스콜라 신학에 대한 태도이다. 인문주의자들은 난해성과 세련되지 못한 문체로 인해 스콜라 철학을 배척해지만 개혁자들에게는(특히 비텐베르크의 개혁자들) 이 신학이 근본적으로 잘못되었다는 확신 때문이었다.
둘째, 성경에 관한 태도이다. 모두 성경이 교회의 개혁에 이르는 열쇠라고 생각하고 있었지만, 인문주의자들에게 있어서 성경의 권위는그 웅변성, 단순성, 그리고 고대성에 놓여 있었다. 그러나 스위스와 비텐베르크의 개혁자들은 성경의 권위를 ‘하나님의 말씀’이라는 개념 위에 정초시켰다. ‘오직 성경으로’ (sola scripura)라는 구호는 그리스도인의 신앙과 생활에 관한 문제들에 있어서 오직 성경 외에는 어떤 것에도 조회할 필요가 없다는 종교 개혁의 근본적 신념을 표명하고 있다. 스위스 개혁자들은 성경을 주로 윤리적 지침으로 여겼던 반면 비텐베르크의 개혁자들은 성경을 믿는 자들에게 구원을 주는 하나님의 은혜스러운 약속의 기록으로였다.
셋째, 교부들에 대한 태도에 관해서이다. 인문주의자들에게는 교부 시대의 저술들은 기독교에 대한 단순하고 알기 쉬운 형태를 제시해 주는 것이었다. 또한 그 고대성과 웅변성 때문에 권위가 있었다. 에라스무스는 특히 오리겐과 제롬에 많은 관심을 가졌지만, 개혁자들은 교부들을 평가함에 있어서 명백하게 신학적인 기준을 사용했고 이러한 기준에 의해 어거스틴을 가장 탁월하다고 여겼다.
넷째, 교육에 대한 이들의 태도에 관한 것이다. 인문주의는 본질적으로 학예 과목들의 개혁에 근거한 교육적, 문화적 운동이었다. 그래서 인문주의자들은 대부분 전문적인 교육자들이었다. 반드시 종교 개혁의 종교적 이념들에 찬성해서라기 보다는 그 교육적 이상들에 강한 매력을 느꼈기 때문에, 종교개혁을 지지했다는 것은 상당히 흥미롭다. 결론적으로 말하면, 개혁자들은 교육 방법들을 자신들의 목적을 위한 수단으로 여기면서, 종교적 이념들을 가르치는 것에 관심을 가진 반면, 전문적인 인문주의 교육자들은 이념들을 가르치는 것 보다는 일차적으로 교육 기술의 발달에 관심을 가지고 있었던 것이다. 다섯째, 수사학에 대한 이들의 태도에 관한 것이다. 인문주의는 연설과 작문에 있어서의 웅변술에 관심을 가지고 있었다. 그렇기 때문에 이러한 목적을 위한 수단으로 수사학이 연구되었다. 개혁자들은 저술을 통하여, 그리고 설교를 통하여 자신들의 종교적 이념들을 전파하는 일에 관심을 갖고 있었다. 따라서 수사학은 종교 개혁의 이념들을 전파하기 위한 수단으로 여겼다.
지금까지의 논의를 기초하여 스위스 종교개혁은 비텐베르크에서의 개혁보다 훨씬 더 광범위하게 인문주의의 영향을 받았다는 것이 명백하다고 말할 수 있다. 그 당시에 인문주의자와 개혁자들을 구별한다는 것은 실제적으로 불가능했다. 대부분의 사람들에게는 루터와 에라스무스가 꼭 같은 싸움에 참여하고 있는 것으로 여겨졌다. 그럼에도 불구하고 인문주의와 종교개혁의 긴장은 1525년에 최고조로 달하고 또한 완전히 명백해 졌다. 이 해에 쯔빙글리와 루터 모두 에라스무스를 공격하는 글을 썼다. 이 두개혁자 모두에게 있어서 인간의 의지가 완전한 자유를 갖고 있다는 에라스무스의 교설은 인간의 본성에 관한 철저한 낙관주의적 견해로 이끄는 것으로 보고 이를 단호하게 거부하였다.
결론적으로 아리스토텔레스의 영향을 입은 스콜라철학의 거부와 성경적 신학의 구축으로 루터, 츠빙글리, 그리고 칼빈관 같은 종교 개혁가들의 새로운 교회 개혁의 전환에 원동력은 바로 르네상스 인문주의자들의 방법이 큰 기를 하였다.

## 종교 개혁의 선구자들
지상의 제도적 교회는 불완전하기 때문에 항상 개혁이 요구된다. 중세 교회는 세속과의 관계속에서 지배적인 영향으로 스스로 세속의 문화를 누리면서 부패의 길으로 걷게된다. 신학적 신앙적 교회적인 문제로 이해 교회를 개혁하고자하는 개혁자들이 나타났다. 특별히 마르틴 루터의 종교 개혁을 1517년 10월 31일로 본다면 그 이전의 세대들이 개혁운동은 앞선 개혁자들로서 교회의 권위에 순종하지 않은 대가로 값비싼 희생을 치렀다. 로마 카톨릭 교회라는 종교를 성경적 관점에서 개혁하였다라는 말에서 종교개혁이라고 말한다면 이런 운동의 앞장선 성직자들을 종교개혁가라고 부른다. 이들 보다 100년전에 교회개혁에 희생당한 선구자들은 위클리프, 윌리엄 틴데일, 얀 후스, 그리고 사보나롤라와 같은 인물들이다.

#### 종교개혁에 영향을 준 선구자들
- 존 위클리프
- 롤라드
- 얀 후스
- 프라하의 제롬 혹은 히에로니무스
- 사보라롤라
- 피터 발도
- 웨셀 간스포트
- 윌리엄 틴들
- 니콜라우스 쿠자누스

## 종교개혁에서 다루는 주제들
앨리스터 맥그래스은 자신의 저서 《종교개혁사상》에서 종교개혁신학을 이해하기 위하여서 다루는 역사적, 사회적, 신학적 주제들은 다음과 같다.
- 종교개혁 개념이 무엇인가 그리고 시대적 배경(인쇄술, 사회적, 종교적, 국가적관계) 참고문헌으로 개설서, 사회적 상황 자료, 인쇄술 자료 제시
- 중세 후기 기독교- 반 성직주의, 권위의 상실, 성경번역의 시작-롤라드
- 인문주의와 종교개혁의 관계
- 스콜라주의와 종교개혁- 신학적 연속성과 비 연속성연구
- 철학적 사상의 공통점과 차이점, 신학적 문제를 다루는 방법에서
- 종교 개혁가들- 인물소개
- 이신칭의론- 자신의 학위 논문 중심- 은혜개념, 루터의 신학, 칭의
- 예정론
- 성경
- 성례론- 로마, 루터, 츠빙글리, 칼빈,
- 교회론
- 정치사상- 교회와 국가
- 종교개혁의 확산- 모국어, 인쇄술, 교리문답, 신앙고백서, 기독교강요
- 영국의 종교개혁-성공회
- 종교개혁이 역사끼친 영향

여기에 좀더 보완하면 다음과 주제도 언급이 필요하다. 분열과 분리(재세례파), 급진 운동, 청교도, 종교적 관용과 다원화(30년 전쟁, 조지 팍스, 퀘어커)이며, 루이스 W. 스피츠의 연구는 국가와 전쟁의 관점을 포함하는데 합스부르그, 오스만 터어키, 프랑스 내란과 스페인, 네덜란드에서 나타난 전쟁을 종교 개혁과 연결시킨다.

## 종교개혁가들(교회개혁)의 신학
종교개혁이란 무엇인가 16 세기 서구 교회에서 발생한 종교 혁명이다. 그 가장 위대한 지도자들은 의심 할 여지없이 마틴 루터와 존 칼빈이었다. 정치적, 경제적, 사회적 영향을 줌으로써 종교개혁은 기독교의 세 가지 주요 분파 중 하나 인 개신교의 기초가 되었다.

### 종교개혁의 요인
- 일반적인 요인-정치적, 사회적, 도덕적, 경제적, 문화적, 종교적 요인 등이 있다.

- 근원적인 요인 - 면죄부 판매와 로마 가톨릭 교회의 부패, 성경을 왜곡하고 개혁가들을 업악하려는 세력들의 폭력

## 종교개혁가들
로마 가톨릭교회의 교황과 교회의 권위보다는 성경의 권위를 강조했던 종교개혁가들은 신학적 중심 사상을 성경의 기초와 원리에 두었다. 중요 인물들로서 마르틴 루터, 울리히 츠빙글리,  장 칼뱅, 마르틴 부서, 하인리히 불링어가 있다.

## 배경보기
- 중세 유럽의 과학
- 스콜라 철학

- 영광의 신학 vs 십자가의 신학

## 종교 개혁가들의 신학적 강조점
종교개혁의 신학사상은 성경에 나왔다. 성경에 대한 해석학적 연구는 종교개혁의 강력한 무기를 제공하였다.

### 마르틴 루터(Martin Luther)
루터는 독일 아이스레벤에서 태어났다. 그는 법률가가 되라는 아버지의 뜻에 따라 1505년 5월부터 법학 공부를 시작했다. 하지만 약 2달 뒤, 고향인 만스펠트에서 에르푸르트로 돌아오는 길에 그의 옆으로 천둥번개가 떨어졌다. 루터는 번개가 떨어지자 큰 두려움에 떨며 “성 안나여, 나를 살려주소서. 내가 수도사가 되겠나이다”라고 서원했다. 이후 아버지인 한스 루터와의 갈등에도 불구하고 어거스틴 수도원에 들어가면서 신학을 공부하게 된다. 로마교회의 면죄부 판매는 루터가 교회개혁을 일으키는 데 출발점이 됐다. ‘돈으로 구원을 살 수 있다’는 로마 교회의 가르침을 비판하던 루터는 1517년 10월 31일, 비텐베르크 성의 슬로쓰 교회 문 앞에 ‘95개조 반박문’을 내걸었다. 루터의 반박문은 종교개혁의 원인이자 도화선이 됐다.

### 울리히 츠빙글리(Ulrich Zwingli)
츠빙글리는 스위스의 동부 농촌 지역 토겐부르크의 빌트하우스에서 태어났다. 1506년, 그는 로마 교회의 사제로 서품을 받았으며, 글라루스의 성직자로 부임하고 두 차례나 군종 사제로 이탈리아에 갔다. 전쟁의 비인간적인 모습을 체험한 그는 용병제도를 반대했으나, 배척당해 아인지델른으로 옮겨졌다. 츠빙글리는 이 곳에서 설교를 하면서 로마 교회를 비판했다. 1519년, 츠빙글리는 취리히에 있는 그로스뮌스터 교회로 사역지를 옮겼다. 그로스뮌스터 교회에서 목회사역을 하던 츠빙글리는 어거스틴과 바울 신학을 독학했고, 종교개혁의 길을 걸어갔다. 1522년, 츠빙글리는 그의 사상이 함축적으로 요약된 ‘67개 신조’를 작성했고, 다음해인 1523년 1월 29일 취리히에서 공개토론을 개최하여 ‘67개 신조’를 중심으로 로마 교회의 부정과 부패를 비판했다.   

### 존 칼빈(John Calvin)
루터나 츠빙글리보다는 한 세대 후배인 칼빈은 프랑스 피카르디에서 태어났다.
파리 국회 연설과 연루되어 피신한 그는 파리 근교에 머물면서 ‘기독교 강요’ 초판을 구상하게 된다. ‘기독교 강요’는 1535년에 완성됐고, 칼빈은 프랑스의 국왕 프랑수아 1세에게 헌정했다. 이 작품으로 인해 칼빈은 종교개혁의 주도적인 신학자가 됐다. 1541년 칼빈은 제네바에서 새로운 교회제도를 위해 ‘교회법규’를 시의회에 제출했다. 또한 시의 질서를 유지하기 위해 목사와 장로들로 구성되는 감시위원회, ‘종무국’을 구성했다. 이후 제네바는 개혁 교회의 중심지가 됐고, 1559년 칼빈은 제네바 신학교를 설립하고, 그의 교회제도, 신학과 사상 등을 전 유럽에 전파했다.

## 의견들
루터와 츠빙글리의 사이에는 성만찬에서 주의 육체 몸의 임재 방식에서 나타나며, 루터와 칼빈에서는 율법과 복음의 철저한 분리(루터)와 연관성(칼빈)에 차이점을 보인다. 칼빈은 성만찬에서 성령님의 영적임재 방식을 주장한다.
.

## 종교개혁가들의 신학원리, 신학 방법과 해석
- 종교개혁자들의 신학과 해석
- 칼빈신학의 원리로서 성경
- 칼빈신학 방법

## 같이 보기
- 기독교의 역사
- 종교 개혁
- 종교 개혁가
- 마르틴 루터
- 95개 논제
- 마르틴 루터의 신학
- 츠빙글리
- 츠빙글리의 신학
- 장 칼뱅
- 개혁신학
- 장 칼뱅의 신학
- 칼빈주의의 역사

## 참고 문헌
- Theology of the Reformers
- HISTORY OF THE REFORMATION OF THE SIXTEENTH CENTURY
- 알리스 맥그라스 종교개혁사상
- 칼빈의 성서원리와 방법 손석태
- 종교개혁세미나 논문, 신반포중앙교회

## 동영강 강의
- 종교개혁 강의들 유튜브
- Reformation Lectures Youtube